# Gregory van der Wiel
Gregory van der Wiel (nascut a Amsterdam, Països Baixos, el 3 de febrer del 1988), és un futbolista professional neerlandès que actualment juga com a defensa al PSG del campionat francès de futbol. Van der Wiel també ha jugat per la selecció neerlandesa des del 2009.
Nascut a Amsterdam, fill d'un pare de Curaçao i d'una mare blanca neerlandesa, és un producte del famós planter de l'Ajax, que interpreta bé el paper de lateral dret ofensiu i és conegut per les seves veloces carreres per la banda. El 2010, Van der Wiel va ser guardonat amb el premi Johan Cruyff al "Jugador Jove de l'Any" als Països Baixos.
Va fer el seu debut amb la selecció neerlandesa el febrer de 2009, i va participar en l'equip dels Països Baixos que va obtenir el subcampionat a la Copa del món de la FIFA 2010 a Sud-àfrica. El seu company d'equip nacional John Heitinga l'ha etiquetat com al successor espiritual de Michael Reiziger per als Països Baixos.